# Gymnosporangium inconspicuum
Gymnosporangium inconspicuum är en svampart som beskrevs av F. Kern 1907. Gymnosporangium inconspicuum ingår i släktet Gymnosporangium och familjen Pucciniaceae.   Inga underarter finns listade i Catalogue of Life.